# Acacia ixiophylla
Acacia ixiophylla är en ärtväxtart som beskrevs av George Bentham. Acacia ixiophylla ingår i släktet akacior, och familjen ärtväxter. Inga underarter finns listade i Catalogue of Life.